# 나휘
나휘(1985년 ~)는 대한민국의 가수다. 2020년 싱글 앨범 [모르는데 어떻게 가요]로 정식 데뷔했다.

## 방송
- 히든싱어 7 (2022) - 규현 편 4위
- 미스터트롯2 - 새로운 전설의 시작 (2022) - Top119

## 수상
- 제23회 제천박달가요제 대상 (2019)